# Centro de Trasbordo Avenida Sáenz

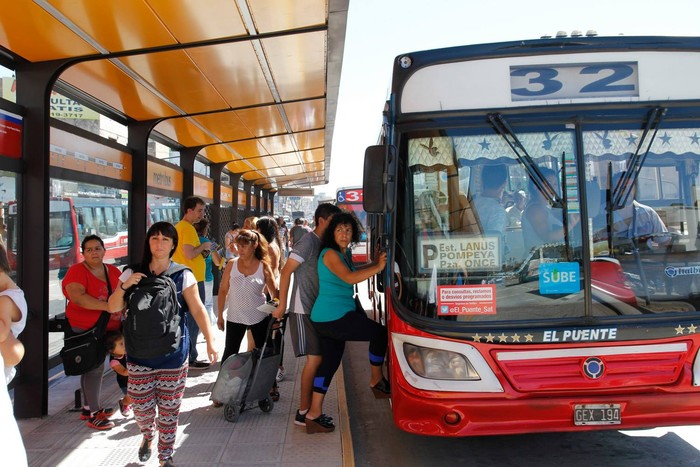
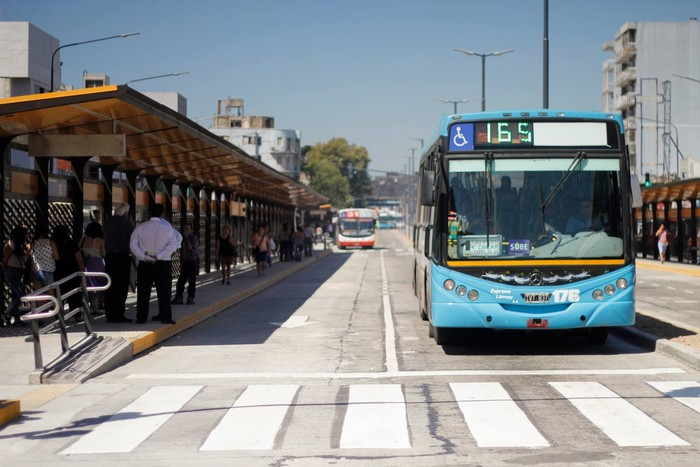
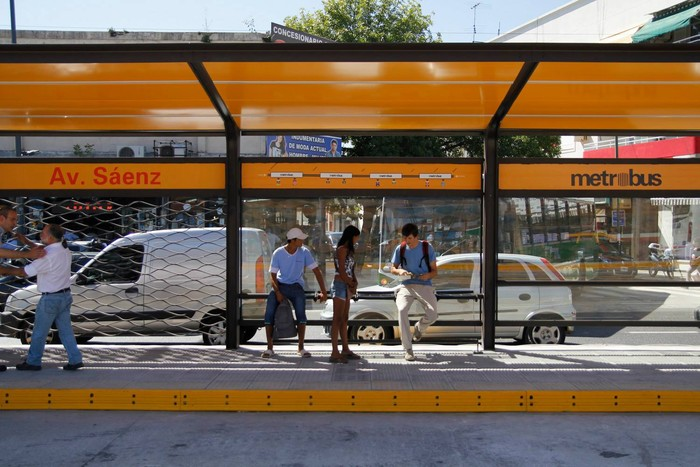

El Centro de Trasbordo Avenida Sáenz es una importante estación de colectivos de la Ciudad de Buenos Aires, ubicada en el barrio de Nueva Pompeya. Inaugurada el 19 de marzo de 2015 permite la fácil combinación de las líneas 9, 15, 28, 31, 32, 50, 75, 85, 91, 115, 119, 128, 160, 164 y 188 entre sí y con la estación Sáenz del Belgrano Sur.

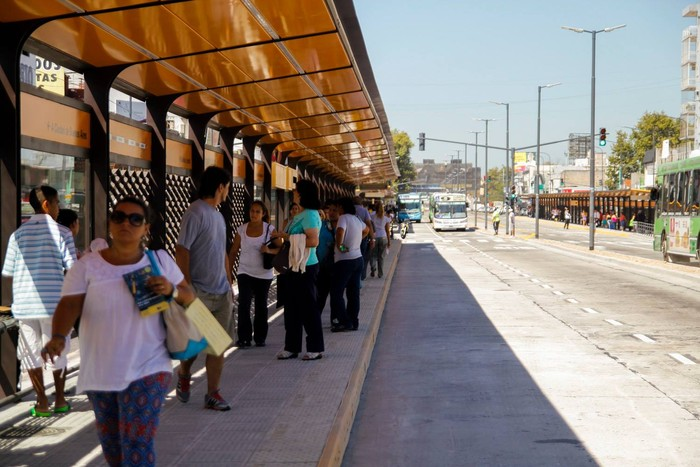
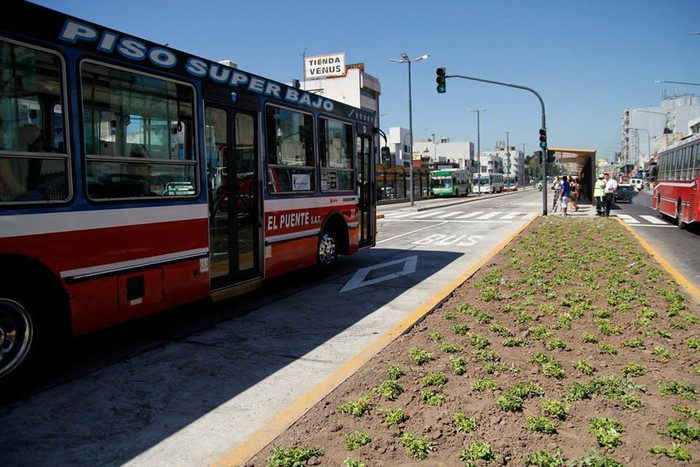
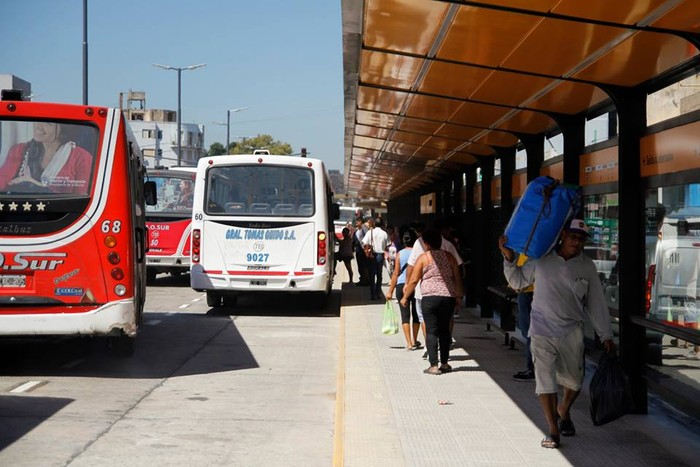

Forma parte del Metrobús de Buenos Aires y su construcción fue polémica ya que se debió demoler la estación Pompeya que había sido terminada pocos meses atrás. Según el economista y político Horacio Rodríguez Larreta, las mejoras implementadas en la estación benefician directamente a la comunidad porteña debido a que ahorran más tiempo, viajan con mayor comodidad y seguridad, lo que mejora la calidad de vida.

## Características
La estación posee ocho plataformas techadas similares a las del Metrobús de Buenos Aires, además de carriles exclusivos. Cada plataforma incluye carteles informativos sobre el servicio y las combinaciones posibles. Se informan las líneas de colectivos que pasan por la estación, además de un mapa detallado de las inmediaciones. Las paradas son cubiertas, poseen asientos y carteles en braille con el nombre e información de la estación. Este centro de trasbordo cuenta con un corredor de 550 m donde convergen 23 líneas, también 840 m exclusivos para dársenas y distribuidas en 8 estaciones. Asimismo, fueron renovados varios mobiliarios como la iluminación y señalización. Las mejoras realizadas en la estación permiten la circulación diaria de 35 000 vehículos particulares y más de 350 000 personas.

## Denominación
Debe su nombre a la avenida homónima donde se emplaza, además de la estación ferroviaria, las cuales a su vez homenajean a Antonio Sáenz, firmante de la declaración de independencia y primer rector de la Universidad de Buenos Aires. 

## Combinaciones
Se encuentra junto a la estación Sáenz de la línea ferroviaria Belgrano Sur. Además, se encuentra proyectada una futura estación de la línea H del Subte de Buenos Aires.

### Renders

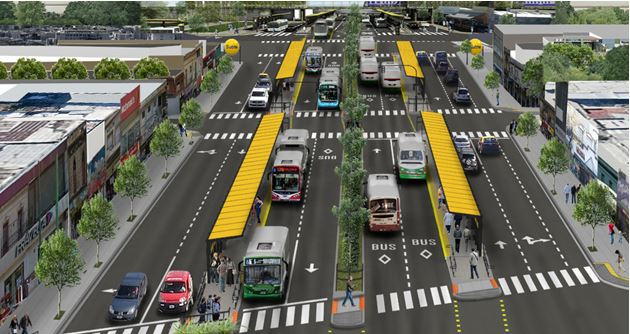
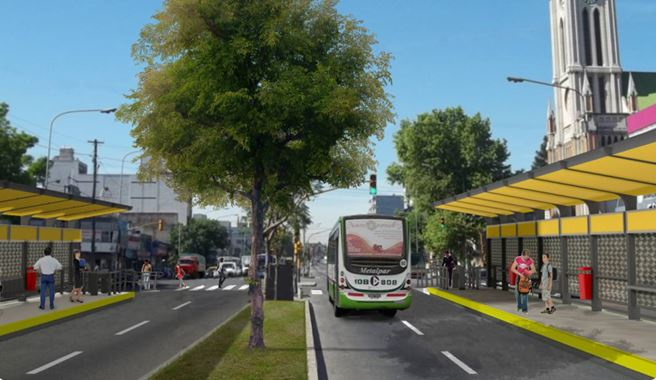